# Alexandre V
Alexandre V (grec: Πέτρος Φιλάργης)  (Creta, 1339 - Bolonya, 3 de maig de 1410) fou antipapa del 1409 al 1410.

## Biografia
Alexandre V va néixer prop de l'actual Neàpoli a Creta, llavors part de la República de Venècia, el 1339. Va ser batejat com Pietro Filargo, però sovint és conegut amb els noms de Pietro di Candia i Peter Philarges.
Va entrar a l'orde franciscà, i les seves habilitats van ser tals que va ser enviat a estudiar a les universitats d'Oxford i París. Mentre estava a París es va produir el Cisma d'Occident; Filarges va donar suport al papa Urbà VI (1378–89). Va tornar a Llombardia, on, gràcies al favor de Giangaleazzo Visconti, duc de Milà, esdevingué bisbe, primer de Piacenza (1386), després de Vicenza (1387), després de Novara (1389), i finalment arquebisbe de Milà. (1402).
En ser nomenat cardenal pel papa Innocenci VII (1404–1406) el 1405, va dedicar totes les seves energies a la reunificacio de l'Església, malgrat els dos papes rivals. Va ser un dels impulsors del Concili de Pisa i les seves maniobres polítiques van provocar el descontentament del papa Gregori XII (1406–1415), que va ordenar que Filarges privades les seves dues dignitats com a arquebisbe i cardenal.
Consagrat a acabar amb el cisma, serà un dels cardenals que, fugint de Lucca, on Gregori XII havia reclòs al col·legi cardenalici, convocaran el Concili de Pisa, que provocarà que Gregori el privi del seu arquebisbat i de la seva dignitat de cardenal.
Al Concili de Pisa (del 25 de març de 1409), els cardenals reunits van triar Filarges per a la càtedra papal que havien declarat vacant. Va ser coronat el 26 de juny de 1409 com a Alexandre V, convertint-lo en realitat en el tercer pontífex rival. Després de la seva elecció, la majoria de governs d'Europa el van reconèixer com el veritable pontífex amb les excepcions del Regne d'Aragó i Escòcia, que es va mantenir lleial al papa d'Avinyó, i diversos estats italians, que es van adherir al papa romà.
Durant els seus deu mesos de regnat, l'objectiu d'Alexandre V era estendre la seva obediència amb l'ajuda de França i, en particular, del duc Lluís II d'Anjou, a qui va conferir la investidura del Regne de Sicília, després d'haver-lo retirat a Ladislau d'Anjou. Nàpols. Va proclamar i va prometre més que no efectuar un cert nombre de reformes: l'abandonament dels drets de "botí" i "procuracions", i el restabliment del sistema d'elecció canònica a les esglésies catedrals i als principals monestirs.
Alexandre V va morir sobtadament mentre estava amb el cardenal Baldassare Cossa a Bolonya, la nit del 3 al 4 de maig de 1410. Les seves restes van ser col·locades a l'església de Sant Francesc de Bolonya. Un rumor, encara que ara considerat fals, es va estendre que havia estat enverinat per Cossa, que el va succeir com a Joan XXIII (1410–1415).
Tradicionalment, l'Església catòlica considerava que el papat de Gregori XII havia acabat l'any 1409 amb l'elecció d'Alexandre V. El 1958, el papa Joan XXIII va seleccionar el número reial XXIII, citant "vint-i-dos [sic] Joans d'una legitimitat indiscutible". Com que l'anterior Joan XXIII (1410–1415) havia succeït Alexandre V, la línia pisana es va convertir en il·legítima. El papat de Gregori XII es va estendre fins al 1415, i ara Alexandre V és considerat per l'Església catòlica com un antipapa.